# Wilhelm Haerlin
Wilhelm Haerlin (* 1906; † 1958) war ein deutscher Künstler, der vor allem durch seine Kunst-am-Bau-Objekte bekannt geworden ist.

## Werke
Als sein wichtigstes Werk wird ein „monumentales zweiteiliges Mosaikbild für das Springer-Hochhaus“ in Hamburg angesehen. 1957 gestaltete er die Glasfronten der Staatlichen Gewerbeschule Werft und Hafen in Hamburg mit Darstellungen von Schiffen in verschiedenen Glasschlifftechniken (Kerbschliff, Flachschliff, Rauhschliff und Blankschliff). Die Arbeiten sind bis heute erhalten. Des Weiteren schuf er „Lack-Sgraffitos“ als Wandbilder für die Schiffe Hamburger Reeder.
Haerlin wurde 1947 Mitglied der Hamburgischen Sezession.

## Schriften
- Bericht über die Entstehung der Mosaiken in der Empfangshalle des Verlagshauses Axel Springer. Hammerich & Lesser, Hamburg 1956